# Mount Charleston
Mount Charleston est une ville non incorporée et une census-designated place (CDP) située dans le comté de Clark, dans l’État du Nevada, aux États-Unis. D'après le recensement de 2020, sa population est de 357 habitants.